# Diego Demme
Diego Demme (ur. 21 listopada 1991 w Herford) – niemiecki piłkarz grający na pozycji pomocnika we włoskim klubie SSC Napoli.

## Życiorys

### Kariera klubowa
Jest wychowankiem Arminii Bielefeld. W 2010 roku dołączył do seniorskiej drużyny tego klubu. 9 stycznia 2012 został zawodnikiem SC Paderborn 07. Po dwóch latach odszedł do RB Leipzig, występującego wówczas w 3. lidze. Wraz z tym klubem awansował najpierw do 2. Bundesligi, a następnie w 2016 roku do Bundesligi. W tych ostatnich rozgrywkach zadebiutował 28 sierpnia 2016 w meczu z TSG 1899 Hoffenheim (2:2).
11 stycznia 2020 przeniósł się do SSC Napoli.

### Kariera reprezentacyjna
W 2017 roku został powołany na rozgrywany w Rosji Puchar Konfederacji. Wraz z drużyną świętował triumf w tym turnieju. W seniorskiej reprezentacji Niemiec zadebiutował 10 października 2017 w meczu z San Marino (7:0).

## Życie prywatne
Urodził się w Herford w Niemczech. Jego ojciec jest Włochem, a matka Niemką. Ojciec Demme'a jest wielkim fanem Diego Maradony.
W 2018 poślubił swoją dziewczynę, Alinę.

## Sukcesy

### RB Leipzig
- 3. Liga: 2013/14

### SSC Napoli
- Puchar Włoch: 2019/20

### Reprezentacyjne
- Puchar Konfederacji: 2017